# NGC 2592
NGC 2592 este o galaxie eliptică situată în constelația Racul. A fost descoperită în 11 martie 1785 de către William Herschel. Se află la o distanță de 26,3 de megaparseci de Pământ.